# 5050 (バンド)
5050（フィフティ・フィフティ）は、日本の8人組バンド。2005年8月結成。2007年avex traxよりメジャーデビュー。
「ポスト米米CLUB」との声もあったが、『Jungle P』が『ONE PIECE』オープニングテーマとなった以外、目立った活躍は残せぬまま2009年12月29日をもって活動休止となった。

## メンバー
- M:LA:ちひろ（パフォーマンス / ボーカル）三重県出身。ニューハーフ。
- テキーラ☆まさはる（ダンス / ボーカル）ベネズエラ出身。愛称は「マー坊」。その後、米米CLUBに参加。
- Neo.輝臣（スマイル / ボーカル）ロサンゼルス出身。2006年初代ミスター慶應。愛称は「テル」。
- SARAD陽仁（サックス）滋賀県出身。愛称は「ヨージ」。2009年9月11日をもって脱退。
- GoAhead木村（ベース）滋賀県出身。愛称は「キム」。
- 向山“BINTA”周一（ギター）宮崎県出身。愛称は「サッキー」。
- BOOM BOOM春輔（ギター）沖縄県出身。愛称は「シュンスケ」。
- McGHIE匠（ドラム）沖縄県出身。愛称は「マギー」。

## ディスコグラフィー

### シングル
1. 湘南 Mid Night Club（2007年7月25日）
  - バラエティ番組『女神のハテナ』エンディングテーマ
2. Jungle P（2007年11月7日）[1]
  - テレビアニメ『ONE PIECE』オープニングテーマ
3. FIRE!!（2008年6月18日）
  - テレビ神奈川2008年『第90回全国高等学校野球選手権神奈川大会』テーマソング
  - 『中央競馬ワイド中継』エンディングテーマ
  - c/w Malibu walkは『開運!なんでも鑑定団』のエンディングテーマ

### アルバム
1. 50/50（2006年7月19日）タワーレコード限定販売
  1. 真夏の鵠沼
  2. COME ON A MY HOUSE
  3. オレンジ色フレーバー
  4. ドキドキ★携帯伝説
  5. The theme of 5050(Part1)

1. 第1次世界パーリー(2008年2月13日)メジャーデビュー作品。
  1. The theme of 5050 (partII)
  2. Promise
  3. ダン☆パラ
  4. 湘南Mid Night Club
  5. moonlight
  6. monster
  7. 真冬の夜のFantasy
  8. ONE
  9. Call My Name
  10. Magic Number 1,2
  11. Jungle P
  12. Flight-5050